# Janko Moder
Janko Moder [jánko módər], slovenski prevajalec, urednik, bibliograf, leksikograf, filolog, slavist, dramaturg, pesnik in publicist, * 8. maj 1914, Dol pri Ljubljani, † 20. oktober 2006.

## Življenje
Po končani osnovni šoli v rojstnem kraju se je vpisal na Marijanišče, kasneje na slavistiko na Filozofski fakulteti v Ljubljani. Diplomiral je leta 1939. Potem je poučeval na ljubljanski gimnaziji. Obenem je od leta 1944 delal kot dramaturg v Državnem gledališču Ljubljana. 
Leta 1945, takoj po koncu druge svetovne vojne, je bil 9 mesecev iz političnih razlogov zaprt. Takrat je spesnil sonetni venec sonetnih vencev Sla spomina, v katerem opisuje življenje v zaporih. Leta 1954 je postal svobodni prevajalec, v letih 1970–1976 pa je predaval tudi na AGRFT.
Bil je urednik pri Cankarjevi založbi in soustanovitelj Društva slovenskih književnih prevajalcev, kasneje njegov častni član in častni predsednik. Kot njegov predsednik je močno razširil dejavnost s krepitvijo mednarodnih stikov, s spodbujanjem prevajanja iz slovenščine v druge jezike, z rednimi strokovnimi srečanji z jezikoslovci in drugimi prevajalci ter z izdajanjem zbornikov o prevajalskih vprašanjih. Bil je tudi prvi predsednik Zveze društev prevajalcev Jugoslavije (1972–1974).
Kot član pravopisnih komisij pri SAZU je sodeloval pri Slovenskem pravopisu (1950, 1962, 1990); bil je član Jezikovnega razsodišča, jezikovni svetovalec in lektor pri Mohorjevi družbi, Mladinski knjigi in v MGL.
Po njem se imenuje Osnovna šola Janka Modra v Dolu pri Ljubljani.

## Delo
Leta 1952 je objavil prvi del zgodovinskega romana Sveta zemlja. Kronika slovenskega rodu. Napisal je številne strokovne članke, zlasti jezikovnosvetovalne, razprave o zgodovini slovenskega prevajalstva in obsežne bibliografije. Sestavil je tudi Slovenski leksikon novejšega prevajanja (1980) in Leksikon nobelovcev (1986). 
Prevajal je iz več kot 20 evropskih jezikov, največ klasikov iz dramatike (P. Calderón de la Barca, Shakespeare, Molière, C. Goldoni, H. Ibsen, G. B. Shaw, L. Pirandello, B. Brecht, F. García Lorca) in leposlovne proze (M. A. Šolohov, I. S. Turgenjev, A. P. Čehov, F. M. Dostojevski, L. N. Tolstoj, B. L. Pasternak, V. Nabokov, I. Andrić, M. Selimović, W. S. Reymont, D. Defoe, D. H. Lawrence, W. Golding, H. James, T. Dreiser, W. Faulkner, W. Styron, G. Grass, H. Böll, I. B. Singer, G. García Márquez), pa tudi pesništvo (R. Tagore, O. Elitis), filozofska dela (F. Nietzsche), tragedijo (Johanna Wolfganga von Goetheja – Faust), poljudnoznanstvena dela in priročnike, zlasti jezikovne. V njegovem opusu je prek 400 književnih prevodov in prek 200 govorno izvedenih del, kar je svojevrsten fenomen ne le v Sloveniji, ampak tudi v svetu.
Pri Cankarjevi založbi je urejal zbirko Nobelovci, v kateri je izšlo več kot 100 knjig izbranih del Nobelovih nagrajencev za književnost s spremnimi besedili.

## Priznanja

### Nagrade
Prejel je več domačih in mednarodnih nagrad, med drugim:
- Sovretovo nagrado (1969 in 1989)
- nagrado kralja Olafa za prevajanje iz norveščine
- nagrado Martinusa Nijhoffa za prevod iz nizozemščine
- srebrni častni znak svobode RS (1994)

## Izbrana bibliografija
- Sveta zemlja. Kronika slovenskega rodu I (Ljubljana, 1952). (COBISS)
- Iz zdravih korenin močno drevo. Iz zgodovine Družbe sv. Mohorja I-II (Celje, 1952, 1953). (COBISS)
- Mohorska bibliografija (Celje, 1957). (COBISS)